# Islandiana speophila
Islandiana speophila är en spindelart som beskrevs av Ivie 1965. Islandiana speophila ingår i släktet Islandiana och familjen täckvävarspindlar. Inga underarter finns listade i Catalogue of Life.